# 漢普登鎮區 (堪薩斯州科菲縣)
漢普登鎮區（英語：Hampden Township）為美國堪薩斯州科菲縣轄下的鎮區。2010年美国人口普查中該鎮區人口有128人。

## 地理
漢普登鎮區涵蓋面積76.5平方（29.5平方英里），境內無城市設立。沃爾夫溪發電站位在此鎮區內，為一座輸出功率達1250MW的核能發電廠。

### 墓園
根據美國地質調查局的資料，此鎮區擁有2座墓園：
- 舍伍德墓園（Sherwood Cemetery）
- 斯特靈敦墓園（Stringtown Cemetery）

### 溪流
馬賽厄斯湖（Mathias Lake）位在此鎮區內。而通過此鎮區的溪流有：
- 沃爾夫溪（Wolf Creek）

### 機場
- 沃爾夫溪機場（Wolf Creek Airport）

## 人口統計
根據2010年美國人口普查，漢普登鎮區人口有128人，住房52戶，人口密度為1.67人/每平方公里。此鎮區居民之種族中，白人佔98.44%，非裔美國人佔0.78%，美洲原住民佔0%，亞裔美國人佔0%，太平洋島裔美國人佔0%，其他種族佔0%，混血種族則佔0.78%。而西班牙裔或拉丁裔美國人佔此鎮區人口的0.78%。

## 外部連結
- City-Data.com （页面存档备份，存于）